# Recinte fortificat d'Orcau
El Recinte fortificat d'Orcau és una obra de Isona i Conca Dellà (Pallars Jussà) declarada Bé Cultural d'Interès Nacional.

## Descripció
El portal de pas cap al centre del poble denota prou bé la seva acció defensiva; subsisteix la traça d'alguna espitllera i, ultra les dovelles que dibuixen la part superior de la porta, resulta interessant la part baixa del portal, amb una construcció massissa i un paravent format de carreus. Damunt del portal -amb dos pisos alts i remat- romanen les restes del matacà.

## Història
Orcau i fins a 45 llocs en total queden inserits entre les possessions del comte d'Erill, en la sots-vegueria del Pallars.
El 1831 Orcau, amb 80 ànimes, consta en el corregiment de Talarn i amb el senyoriu del comte d'Aranda, baró d'Orcau.